# باول سميث (رسام بالرصاص)
باول سميث (بالإنجليزية: Paul Smith)‏ هو رسام بالرصاص أمريكي، ولد في 4 سبتمبر 1953 في كانساس سيتي في الولايات المتحدة.